# Пеппер, Эдуард
Эдуард Эрнест Пеппер (англ. Edward Ernest Pepper; 2 ноября 1879, Бирмингем, Уорикшир — 1960, Вустер) — британский гимнаст, бронзовый призёр летних Олимпийских игр 1912 года в командном первенстве.